# فرودگاه اوواندو
 فرودگاه اوواندو (به انگلیسی: Owando Airport) یک فرودگاه همگانی و نظامی با کد یاتا FTX است که یک باند فرود آسفالت دارد و طول باند آن ۱۸۰۰ متر است. این فرودگاه در کشور جمهوری کنگو قرار دارد و در ارتفاع ۳۷۰ متری از سطح دریا واقع شده است.